# Meritastis pyrosemana
Meritastis pyrosemana là một loài bướm đêm thuộc họ Tortricidae. Nó được tìm thấy ở Úc, bao gồm the Lãnh thổ Thủ đô Úc, Tasmania và Victoria.
Sải cánh dài khoảng 20 mm. Adults males have grey wings with dark marks on the costa of each forewing. In the female, these markings are paler but outlined in black. The hindwings are pale brown with darker veins.